# Fondazione per la sperimentazione e la ricerca agraria
La Fondazione per la sperimentazione e la ricerca agraria venne creata nel 1923 come struttura del ministero dell'economia nazionale; lo scopo era quello di definire l'assegnazione dei fondi per la sperimentazione in ambito agrario art. 13, RD 30 dicembre 1923, n. 3203).
Venne trasformata in Ente morale nel 1924 ma iniziò ad operare soltanto nel 1925 attivando, a valle di una importante riunione tra i direttori degli istituti sperimentali agrari, uno studio dei terreni italiani nell'ambito di quella che fu chiamata battaglia del grano.
La fondazione pubblicò a partire dal 1930 un proprio periodico denominato Annali della Sperimentazione Agraria.
Tra gli autorevoli membri dei primi Consigli di amministrazione vi è stato Arrigo Serpieri.